# 500. vojaškoobveščevalna brigada (ZDA)
500. vojaškoobveščevalna brigada je vojaškoobveščevalna brigada Kopenske vojske Združenih držav Amerike.